# Kung John
Kung John eller Kung Johan (originaltitel The Life and Death of King John) är ett krönikespel av William Shakespeare. Pjäsen handlar om Johan av England, som regerade 1199–1216. Han var yngste son till Henrik II av England och Eleonora av Akvitanien, bror till Rikard I Lejonhjärta och far till Henrik III av England.

## Tillkomsthistoria

### Datering
Kung John finns med bland de tolv Shakespearepjäser som kyrkomannen Francis Meres räknar upp i sitt verk Palladis Tamia som utkom 1598. Pjäsen är alltså skriven innan dess, det är den enda säkra dateringen som kan göras. Dateringen är omdiskuterad bland filologer och litteraturhistoriker.
De som förordar en tidig datering har velat se hänsyftningar på den spanska armadans angrepp 1588. I kung Johns motstånd mot påtryckningar från påvens sändebud och i hur han försöker undanröja en rival om kronan, har man velat se paralleller till 1580-talets nyväckta katolska sympatier och till drottning Elisabets konflikt med Maria Stuart som avrättades 1587.
De som å andra sidan förordar en senare datering har i prinsessan Constances saknad efter sonen velat se återsken av Shakespeares sorg efter sonen Hamnet som dog 1596.
Det finns en anonym pjäs, The Troublesome Raigne of John, King of England, som kom ut i två delar 1591. Scenföljden i den är parallell med Shakespeares pjäs, men det går inte att avgöra vilken av pjäserna som är skriven först. Men det finns även likheter med Samuel Daniels The First Four Books of the Civil Wars, ett historiskt poem om rosornas krig som kom ut först 1595. Då den är en källa till andra av Shakespeares pjäser, drar många slutsatsen att det är Shakespeare som är påverkad och inte tvärtom.
Versbehandlingen anses vara för mogen för att Kung John skulle kunna vara en tidig pjäs. Det finns även likheter i vokabulären med Richard II som med större säkerhet är daterad till 1595. Utifrån detta har det utvecklat sig en tradition som säger att Kung John tillkommit efter Richard II men före Henrik IV del 1, som antagligen är från 1596.

### Pjäsens källor
Det finns flera överensstämmelser mellan Shakespeares text och Raphael Holinsheds Chronicles of England, Scottland, and Ireland, som utkom första gången 1578 och trycktes på nytt 1585. Det finns även likheter med kyrkohistorikern John Foxes Book of Martyrs från 1563 - de likheterna finns även i The Troublesome Raigne of John, King of England.
Mellan Kung John och The Troublesome Raigne finns likheter ifråga om övergripande struktur men även i många detaljer. Dock är det bara två rader som är identiska. I de flesta sekvenserna tycks Shakespeare ha kondenserat sånt som är utförligt i The Troublesome Raigne, det kan också ha varit tvärtom. Den antikatolska tendensen är starkare i The Troublesome Raigne, där är Shakespeare oftast dunklare. Ett exempel är munken som mördar kung John, i The Troublesome Raigne är hans motiv väl underbyggda medan dessa hos Shakespeare är betydligt dunklare. I andra sekvenser är dock Shakespeare utförligare. Ett exempel är hertiginnan Constance som Shakespeare byggt ut till en tacksam kvinnoroll.
Vissa forskare har velat se likheter med tre äldre historiekrönikor på latin: munken Matthew Paris Historia Maior från 1571; the Wakefield Chronicle och the Chronicle of Radulph of Coggeshall. Men de likheterna finns även hos Holinshed och i The Troblesome Raigne.

### Tryckningar och text
Kung John är tillsammans med Richard II och Henrikv VI del 1 de enda av Shakespeares pjäser som är helt och hållet skrivna på vers (blankvers).
Pjäsen trycktes först i samlingsverket av Shakespeares pjäser, First Folio 1623, som sammanställdes av Shakespeares skådespelarkollegor John Heminges och Henry Condell och publicerades av Edward Blount och Isaac Jaggard.
Man tror att den tryckta texten grundar sig på Shakespeares handskrivna manus som bearbetats för scenbruk. Förekomsten av scenanvisningar tyder på att pjäsen bearbetats för att framföras på inomhusscenen Blackfriars Theatre där Shakespeares trupp the King's Men började spela 1608. Det finns även tecken som tyder på att texten anpassats till lagen the Act to Restrain the Abuses of Players som instiftades 1606.

## Handling
Handlingen kretsar kring tronstrider i England i början av 1200-talet samt krig mellan England och Frankrike.
Kung Philip av Frankrike begär att John skall abdikera till förmån för sin brorson Arthur. Bastarden Philip, oäkta son till kung Johns bror Rikard I, föreslår att konflikten mellan England och Frankrike skall biläggas genom att den franske tronarvingen Dauphin Louis skall gifta sig med kung Johns systerdotter Blanca. Detta skulle styrka kung Johns position samt garantera Dauphin Louis territorium i Frankrike, och John samtycker till bröllopet. Påvens sändebud Pandolf, styckets ondsinta intrigör, övertygar dock Dauphin Louis om att göra anspråk på Englands tron. Kung John tillfångatar sin brorson Arthur och anstiftar mord på honom för att minska rivaliteten om tronen. John ångrar sig emellertid och bestämmer sig för att släppa brorsonen. Men innan Arthur får besked om detta råkar han dö under ett flyktförsök. Kung John får skulden och hans adelsmän överger honom och går över till den franska sidan. Krig bryter ut, bastarden Philip leder de engelska styrkorna mot Dauphin Louis franska styrkor. Förlusterna blir stora på båda sidor. Den engelska adeln byter på nytt sida sedan de varnats för att Dauphin Louis planerar att mörda dem. Innan ett fredsavtal hinner undertecknas giftmördas kung John plötsligt av en munk som är missnöjd med att han krävt in krigsskatt från klostren. Till ny kung utses Johns son Henrik.

## Översättningar till svenska
Kung John finns i fyra tryckta översättningar till svenska samt ytterligare tre som spelats på teatern. 1847 kom Carl August Hagbergs översättning med titeln Konung Johan som ingick i Shakspere's dramatiska arbeten. Bd 2. Det dröjde till 1964 innan Åke Ohlmarks översättning med titeln Kung Johan kom i samlingsvolymen Historiska skådespel. Därefter kom Sven Collbergs revidering av Hagbergs översättning 1969 och 1977 kom Allan Bergstrands översättning, båda med titeln Kung John. 1961 gjorde Karl Ragnar Gierow en översättning till en uppsättning på Kungliga Dramatiska Teatern och år 2000 gjorde Carsten Palmaer en till Uppsala stadsteater, även båda dessa med titeln Kung John. 1970 gjorde regissören Lars Gerhard Norberg en översättning till sin egen uppsättning på Stadsteatern Norrköping-Linköping, denna gång med titeln Kung Johan.

## Uppsättningar
Den första kända uppsättningen av Kung John tog plats 1737 på Covent Garden Theatre i regi av John Rich. I konkurrens med denna uppsättning satte David Garrick upp pjäsen på sin egen Drury Lane Theatre.
1804 hade Sarah Siddons framgångar som Constance mot sin bror John Philip Kemble som kung John. 1823 satte Charles Kembleupp en epokgörande uppsättning med James Planché som scenograf. Det var den första Shakespeareuppsättningen som genomförde en arkeologisk trovärdighet, vilket skulle bli tongivande under resten av 1800-talet. 1846 hade Charles Kean framgångar med pjäsen. Den arkeologiska traditionen bars upp av William Charles Macready. Med tiden fick mer och mer av texten strykas för att få plats med det historiska stoffet. Längst gick Herbert Beerbohm Tree 1899 då han lade till en stum scen med undertecknandet av Magna Carta. Under den viktorianska eran var Kung John en av de populäraste Shakespearepjäserna men under 1900-talet har den spelats få gånger.
1945 satte Peter Brook upp pjäsen med Paul Scofield. 2006 regisserade Josie Rourke en uppsättning med Royal Shakespeare Company i Stratford-upon-Avon. 1983 spelade Richard Burton bastarden. Den mest uppmärksammade uppsättningen på senare år stod regissören Deborah Warner och Royal Shakespeare Company för 1988. 2008 satte Tony White upp den med Hudson Shakespeare Company i New Jersey med både svarta och vita skådespelare och med en könsblandad rollbesättning. 2012 regisserade svenska Maria Åberg Royal Shakespeare Company i en uppsättning med en kvinnlig skådespelare i bastardens roll.

### Uppsättningar i Sverige
- 1961 Dramaten, översättning Karl Ragnar Gierow, regi Alf Sjöberg, med Georg Rydeberg, Gertrud Fridh, Aino Taube, Max von Sydow, Erland Josephson, Sven-Bertil Taube, Holger Löwenadler, Hans Strååt, Monica Nielsen, Mimi Pollak, Bibi Andersson & Christina Schollin
- 1970 Kung Johan, Stadsteatern Norrköping-Linköping, översättning & regi Lars Gerhard Norberg
- 2000 Uppsala stadsteater, översättning Carsten Palmaer, regi Stefan Böhm, med Claes Ljungmark

## Filmatiseringar
- 1984 The Life and Death of King John, regi David Giles (TV, Storbritannien)
- 2013 regi Ted Wass (TV, USA)
- 2015 regi Barry Avrich